# Jiro Yabe
Jiro Yabe (矢部 次郎 Yabe Jirō?, nacido el 26 de mayo de 1978 en Nara, Nara) es un exfutbolista japonés. Jugaba de centrocampista y su último club fue el Nara Club de Japón.

## Trayectoria

### Clubes
| Club                 | País  | Año         |
| -------------------- | ----- | ----------- |
| Nagoya Grampus Eight | Japón | 1997 - 2000 |
| Sagan Tosu           | Japón | 2000 - 2004 |
| Arte Takasaki        | Japón | 2005 - 2006 |
| Nara Club            | Japón | 2008 - 2011 |

## Palmarés

### Títulos nacionales
| Título             | Club                 | País  | Año  |
| ------------------ | -------------------- | ----- | ---- |
| Copa del Emperador | Nagoya Grampus Eight | Japón | 1999 |